# 孫紅雷
孫 紅雷（スン・ホンレイ、漢字日本語読み：そん こうらい、1970年8月16日 - ）は中華人民共和国の俳優。日本では『初恋のきた道』の息子役や『セブンソード』の悪役で知られている。

## 来歴
3人兄弟の末っ子としてハルビンに出生、歌やダンスに親しむ活発な少年時代を過ごす。高校を2年で退学しブレイクダンスのチームに加わり芸能界入り。ハルビンを中心にダンサーとして活躍した後、1995年北京・中央戯劇学院表演系に新設された音楽劇班へ入学、ミュージカル俳優としての訓練を受けた。
卒業後は中国国家話劇院に所属し新進舞台俳優として頭角を現すが、初出演映画『初恋のきた道』（張芸謀監督）・テレビドラマ『永不瞑目』の出演を切っ掛けに活動の場を映像界に移す。『永不瞑目』でマフィア役を演じ、やくざ、警官、軍人と所謂強面系やあくの強い登場人物を本領とする事になる。
近年は『セブンソード』（徐克監督）・『モンゴル』（セルゲイ・ボドロフ監督）・『花の生涯〜梅蘭芳〜』（陳凱歌監督）と話題作への出演が相次いでいる。
2014年10月1日，微博にて王駿迪とフランスで結婚したことを公表した。
身長179cm、星座は獅子座、血液型はO型。。

## 主な出演作品
（ ）に邦題と製作年度を記載。［ ］内は役名。

### 映画
- 我的父親母親 （初恋のきた道、1999年）
- 没完没了 （ミレニアム・ラブ、1999年）
- 河流時光 （2000年）
- 幸福時光 （至福のとき、2002年）
- 周漁的火車 （たまゆらの女、2002年）
- 我為誰狂 （2004年）
- 七剣 （セブンソード、2005年）
- 上海紅美麗 （シャンハイ・レッド、2006年） ※ 日本では2007東京・中国映画週間で上映
- 鐵三角 （強奪のトライアングル、2007年）
- 天堂口 （ブラッド・ブラザーズ－天堂口－、2007年）
- Монгол （モンゴル、2007年）
- 硬漢 （アンダードッグ、2008年）
- 梅蘭芳 （花の生涯〜梅蘭芳〜、2008年）
- 窈窕紳士 （2009年）
- 三槍拍案驚奇 （女と銃と荒野の麺屋、2009年）
- 非誠勿擾2 （狙った恋の落とし方。2、2010年） ※ 日本では2011東京・中国映画週間で上映
- 我愿意（2012年）
- 邊境風雲（2012年）
- 毒戰 （ドラッグ・ウォー 毒戦、2013年）
- 全民目擊（2013年）
- 洋妞到我家 （北京ファミリーへようこそ、2014年） ※ 日本では2014東京・中国映画週間で上映
- 少年班 （少年班、2015年）

### テレビドラマ
- 永不瞑目 （2000年）［建軍］
- 警察世家 （2001年）［劉建設］
- 為了這一片浄土 （2001年）［岩疆］
- 太陽不落山 （2001年）［盧洗河］
- 像霧像雨又像風 （雨のシンフォニー 2001年）［阿莱］
- 背叛 （背信〜真実の愛〜 2001年）［程江］
- 浮華背后 （2002年）［高錦林］
- 征服 （2003年）［劉華強］
- 軍歌嘹亮 （2003年）［高大山］
- 走過幸福 （2003年）［陳言］
- 我非英雄 （2004年）［陳飛］
- 范府大院 （2004年）［郭彩三］
- 刀鋒1937 （契、血に染む 2005年）［鄭樹森］
- 半路夫妻 （半路夫妻 2005年）［管軍］
- 大工匠 （2006年）［楊老三］
- 落地、請開手機 （2006年）［沈亢］
- 潜伏 （2008年）［余則成］
- 人間正道是滄桑 （2008年）［楊立青］